# سولئوچین
سولئوچین (لهستانی: Sulęcin؛ تلفظ لهستانی: [suˈlɛɲtɕin]) یک شهر و گمینا در لهستان است که در گمینا سولنچین واقع شده‌است.
سولئوچین ۸٫۵۶ کیلومتر مربع مساحت و ۱۰٬۶۳۸ نفر جمعیت دارد.

## خواهرخوانده
شهرهای راینیکندورف، کامن و براناویچی خواهرخوانده‌های سولئوچین هستند.